# Hans Lidman
Hans Gustav Otto Lidman, född 22 augusti 1910 i Sveg, död 4 april 1976 i Edsbyn i Ovanåkers kommun i Hälsingland, var en svensk författare och fotograf, och ses som en skicklig skönlitterär naturskildrare. Lidman var självlärd biolog och lokalt verksam för naturskydd och hembygdsforskning i Edsbyn.  

## Biografi
Redan under sitt första levnadsår 1910 flyttade Hans Lidman med föräldrarna till Edsbyn, där han växte upp och förblev bosatt i hela sitt liv. Uppväxtåren var svåra. Innan han fyllt tre år dog hans far. Fadern, som drev ett nystartat företag inom träförädling, hade hamnat i ekonomiska svårigheter och begick självmord. Lidman och hans två systrars uppfostran beskrivs som sträng. Biografier om Lidman gör gällande att den stränga uppfostran, och även de egna kraven på att bli något i nivå med faderns och släktens sociala nivå, gjorde honom blyg och tillbakadragen och han stammade. Han hade återkommande mardrömmar och blev en svårmodig enstöring. Ute i skogen och vid sjöar och älvar kände han sig dock fri och han älskade att fiska.
Hans Lidman gifte sig 1943 med Clary Näslund från Härnösand. Hon var utbildad till lärare och fick sitt första lärarjobb i Edsbyn i augusti 1939. De träffades under hennes första dag på skolan i Edsbyn, där hon även träffade Lidmans äldre syster Gun Lidman, som också var lärare. Clary Lidman kom sedan att stödja honom i hans författarskap genom att läsa och rätta hans manus.
Lidman var initiativtagare till och ordförande i den lokala naturskyddsföreningen Voxnadalens naturvårdare från 1956, ordförande i hembygdsföreningen i Ovanåker från 1943, ordförande i Ovanåkers fiskerivårdsförening 1943–1962, styrelseledamot i Gästrike-Hälsinge hembygdsförbund, styrelseledamot i Gävleborgs läns konstförening och verksam som redaktör för hembygdsårsboken Hälsingerunor 1947–1956 och för böckerna Fäbodar (1963) och Fäbodminnen (1965). Edsbyns Museum tillkom på hans initiativ och med hans drivande inverkan.
Från 1933 skrev han tidningsartiklar, mest om fiske och hembygd, först till lokaltidningen Ljusnan, senare även till olika fiske- och facktidskrifter. Från och med 1941 skrev han ungefär en bok om året, men flera av dem utkomna postumt. För att försörja sig hade han i ungdomsåren arbetat med diverse ströjobb inom skogshanteringen, somliga av lärlingskaraktär som timmermätare, flottare, skogshuggare och även med utsättning och stakning vid vägbyggen. Ett av hans tidiga återkommande säsongsarbeten var som flottare i Öjungsån som han började med som sextonåring 1927 och han kallade sig skogspraktikant vid mönstringen till militärtjänstgöring 1930.

### Naturskildrare
Lidmans författarskap började med Ovanåkersböckerna, och kom sig av att hembygdsföreningen erhållit uppdrag från Nordiska museet att intervjua åldringar i socknen efter specifika frågeformulär, vilket genomfördes av Lidman som sedan bearbetade och publicerade dem. Den första boken av fem gavs ut 1941, och de övriga utkom sedan årligen fram till 1945. Från 1945 lämnade han sina övriga arbeten och blev författare på heltid. 
Lidman blev alltså mest känd som författare med fiske- och naturskildringar som specialitet. Han var sedan barnaår en hängiven fiskare, först som allmogefiskare, sedan särskilt som flugfiskare och sportfiskare. Idag ansedd som en oöverträffad skildrare bland flugfiskare. Han utvecklade sina natur- och kulturkunskaper redan som ung genom sina mestadels ensamma vandringar och fisket inom Ovanåkers och angränsande delar av Hälsinglands skogar och skrev med detta som tema bland annat böckerna Fisket i våld (1942), Det nappar i Svartån (1945), Fiskefeber (1960) och Sommarkväll vid Svartån (1961). Alla med det fiktiva ånamnet "Svartån" som beskriver ån Flaxnan, belägen söder om Edsbyn och främst den övre delen, Mållångsboån nedströms sjön Mållången. Ursprungligen skrev han mest om sina tidigaste fiskeupplevelser där, från då han började som sjuttonåring, försommaren 1928, och sedan de sexton kommande åren. Senare användes namnet även för hans upplevelser från de översta områdena i åsystemet, vid Övre Tälningsån, när fisket i Mållångsboån och Flaxnan förstördes genom ombyggnation av flottningsdammen överst i ån till damm för årsregleringsmagasinav sjön Mållången, som stod färdigt i augusti 1944, och var en del av  vattenkraftsutbyggnaden i Voxnan vid Alfta. Genom följande nolltappning av vatten ur dammen sommartid förstördes genast fiskemöjligheterna i hela Mållångsboån.
Som följd av ombyggnationen av dammen började Hans Lidman att vandra och fiska i Norrlands inland och fjällvärld, från Härjedalen ända till Nordkalotten och även i Norge och norra Finland. Flera av berättelserna i hans senare utgivna böcker har sitt ursprung från upplevelserna därifrån, men det förekommer också en del inblandade berättelser från Ovanåkersskogarna eller "Svartån". Nordkalotten kom att bli ett av hans favoritområden med flera utgivna böcker på detta tema. Nästan varje sommar under tjugo års tid reste han dit för att få material och ta fotografier till nya böcker och var ibland borta upp till åtta veckor, med familjen, hustrun och de två döttrarna kvar där hemma.
De sista åren var han som mest produktiv. Han ställde höga krav på sig själv, vilket blev till ett personligt problem men också en källa till utveckling. Hans språk förfinades och hans ämnesområden vidgades. Efter varje resa hade han allt svårare att hämta sig, men kände ändå tvånget att fortsätta. Hans enorma arbetsbörda och produktion slet på hans psykiska hälsa, han blev nervös, deprimerad, ångestfylld och grubblande. Han fick också stora hörselproblem som utestängde och försvårade samtal. Att inte höra fåglarna var särskilt plågsamt för honom. Han plågades samtidigt alltmer av minnen från sin barndom och sin far och fick tvångstankar om att begå självmord med revolver som sin far. Han förföljdes även av ett minne från en tågresa i Murmansk, då han fotograferade utan tillstånd och fick en kall rysk pistolpipa pressad mot nacken. Han talade ofta om "nackskott" och bar sista tiden på en laddad revolver. Natten till den 4 april satte han revolvern i nacken och tryckte av, vid en ålder av 65 år.
Hans Lidman är begraven på Ovanåkers kyrkogård.

## Författarskap
Som författare strävade han efter att erkännas (för "att bli något") och räknas till litteraturhistorien – men han placerades tidigt i facket "folkligt populär fiske- och naturboksförfattare". Detta trots att han inte bara skrev som fackkännare, utan även med en skönlitterär ambition.
Som författare slog Hans Lidman igenom med böckerna Den sjungande dalen utgen 1954 och Det nappar i Svartån 1958 (FiB-upplagan). Även boken Pärlugglans skog från 1960 blev en stor framgång. Under ett antal år, under 1950- och 60-talen var han näst Astrid Lindgren den bäst säljande författaren i Sverige. En stor efterfrågan och mycket press bidrog till hans tilltagande psykiska ohälsa..
Hans Lidman skrev också boken Lim-Johan – ett levnadsöde om den självlärda naiva målaren Johan Erik Olsson från Edsbyn, som efter sin död fick stort erkännande. Lidman blev uppmärksammad på Lim-Johan av museimannen Philibert Humbla i Gävle, som gav honom i uppdrag att insamla Lim-Johans kvarvarande tavlor för att de tillsammans skulle göra den allmänt känd. Utöver kännare av Lim-Johans konst var Hans Lidman själv samlare av grafik och etsningar, av bland andra Rembrandt, Munch, Zorn, Picasso, Chagall, Matisse, Ehrensvärd, John Sten och Mårten Andersson.[källa behövs]
Totalt skrev han ett sextiotal böcker, som såldes i mellan 1,5-2 miljoner exemplar, varav många titlar översattes till ett tiotal språk. Flest översattes till norska (23 st) men även många till finska (13 st). Böckerna med fiskeberättelser kan dock ha ett helt annat urval av berättelser än de svenska böckerna med samma titel.
Böckerna om fiske blev kanske hans största framgångar, men Lidmans böcker är svåra att genrebestämma eftersom de blandar det skönlitterära, med berättelser om fiske och natur, reportage om människor, egna upplevelser, tankar och känslor.

## Eftermäle
Samtliga av Hans Lidmans böcker finns samlade i Hans Lidman-avdelningen i Edsbyns bibliotek och i Edsbyns museum i samma byggnad. I museet finns även en del av hans fotografier och representativa tillhörigheter utställda. I museet finns även många av hans manus och fotografier samlande i arkiv, och även skannade digitalt.
Sedan 1987 finns ett Hans Lidman Sällskapet med årliga möten och utflykter främst i Edsbyn-trakten och med utgivningar av årsskrifter, med syfte att vidga och fördjupa förståelsen för Hans Lidmans författarskap, samt främja forskningen om honom. Ur en egen stipendiefond delar sällskapet ut stadgeenligt ett stipendium till förtjänstfulla skildrare av natur och människor i Norden, utgivet på svenska, i Hans Lidmans anda.

## Priser och utmärkelser
- 1956 – Boklotteriets stipendiat
- 1960 -  Hedersledamot av Gästrike-Hälsinge nation vid Uppsala Universitet
- 1962 – Landsbygdens författarstipendium